# هارولد ای. دریک
هارولد ای. دریک (انگلیسی: Harold A. Drake؛ زادهٔ ۱ ژانویهٔ ۱۹۴۲) نویسنده محقق آمریکایی تاریخ روم باستان، با تأکید بر اواخر دوران باستان است. دریک متولد ۱۹۴۲، در کالیفرنیای جنوبی بزرگ شد و در دبیرستان هالیوود شمالی تحصیل کرد.